# Azerbaigian Occidentale
L'Azerbaigian Occidentale (in persiano  آذربایجان ﻏﺮﺑﻲ‎, Āzarbāijān-e Gharbi) è una delle trentuno province dell'Iran, il cui capoluogo è Urmia (in lingua azera Urumiye).

## Geografia
È una zona prevalentemente montuosa, non densamente abitata, con un clima continentale, molto freddo in inverno e mite d'estate.
La popolazione è suddivisa in due etnie principali: gli azeri e i curdi. I primi sono di religione islamica sciita, mentre i secondi si suddividono tra sciiti e sunniti.
La città di Urmia conferisce il nome al celebre Lago di Urmia, il più esteso del paese.

## Geografia antropica

### Suddivisioni amministrative

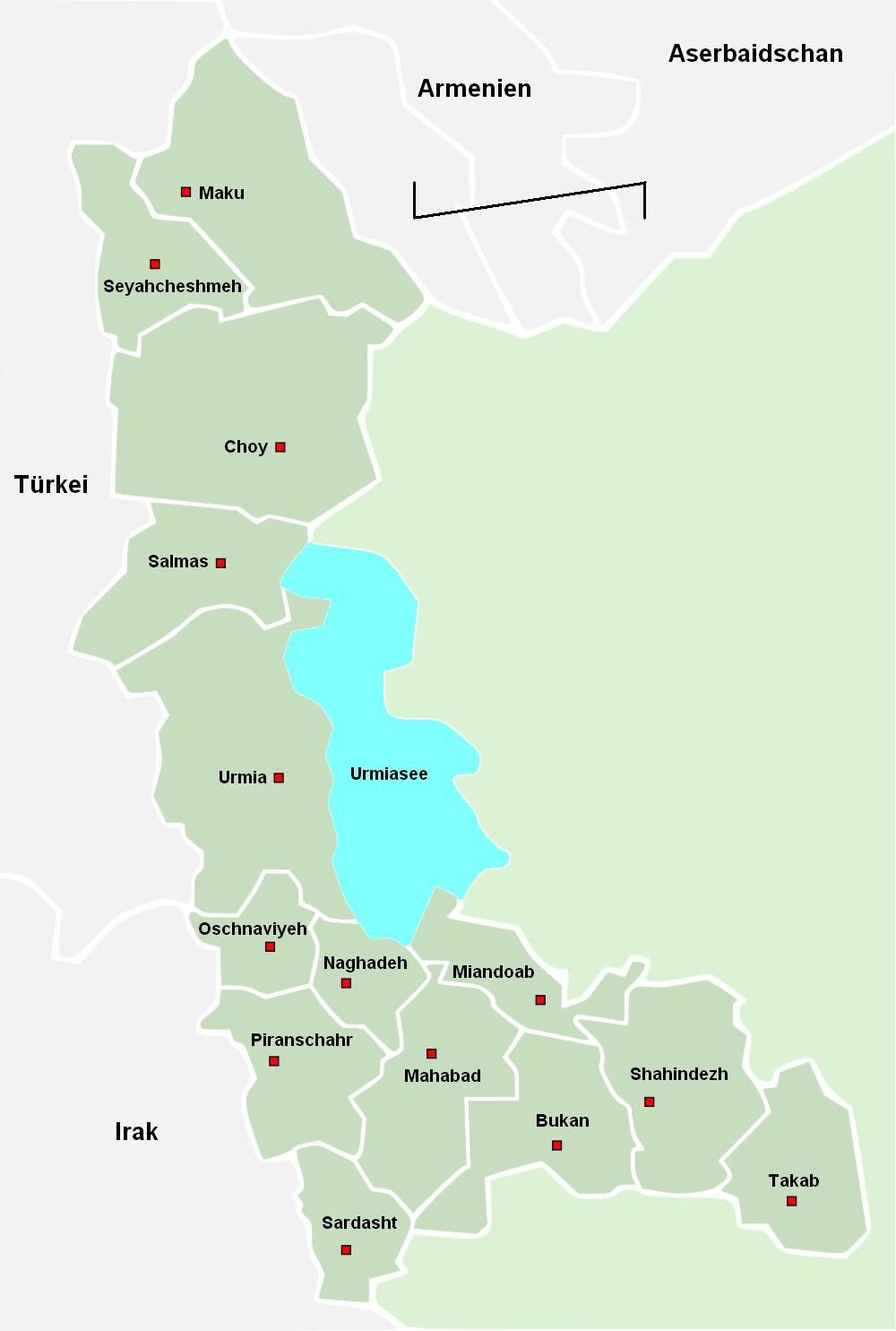
Gli shahrestān dell'Azerbaigian Occidentale.

La provincia è suddivisa in 17 shahrestān:
- Shahrestān di Bukan
- Shahrestān di Chaipareh
- Shahrestān di Chaldoran (Seyahchesmeh)
- Shahrestān di Khoy
- Shahrestān di Mahabad
- Shahrestān di Maku
- Shahrestān di Miandoab
- Shahrestān di Naqadeh
- Shahrestān di Oshnavieh
- Shahrestān di Piranshahr
- Shahrestān di Poldasht
- Shahrestān di Salmas
- Shahrestān di Sardasht
- Shahrestān di Shahindej
- Shahrestān di Shovt
- Shahrestān di Takab
- Shahrestān di Urmia

## Città
- Maku
- Piranshahr